# Sergio Gor
 (juillet 2025).
Pour les articles homonymes, voir Gor.
Sergio Gor (né Gorokhovsky le 30 novembre 1986 à Tachkent, Ouzbékistan, alors en Union soviétique) est un homme d'affaires et agent politique américano-maltais. Il a longtemps prétendu être né à Malte, mais aucune trace de sa naissance n'y a été trouvée,. Il a dirigé Right for America, un super PAC soutenant le président Donald Trump, lors de l'Élection présidentielle américaine de 2024. Pendant l'élection, il a publié Our Journey Together, Letters to Trump (2023), et Save America (2024) à travers Winning Team Publishing, une maison d'édition qu'il gère avec le fils aîné de Trump, Donald Trump, Jr.. Il a été délégué à la Convention nationale républicaine de 2024.

## Jeunesse et formation
Gor est né le 30 novembre 1986 à Tachkent, alors en Union soviétique,. Il a longtemps refusé d'indiquer son lieu de naissance à la presse, prétendant être originaire de Malte,. Il grandit à Cospicua, à Malte, où il fréquente le De La Salle College, une école catholique pour garçons à Vittoriosa,. En 2021, il rachète la maison familiale à Cospicua pour 255 000 euros, où il indique sur les documents d'achat être né en Ouzbékistan. À l'âge de 12 ans, en 1999, il émigre aux États-Unis avec sa famille, où il obtient la nationalité américaine,. Il fréquente un lycée dans la banlieue de Los Angeles, puis étudie à l'Université George Washington à Washington, D.C.

## Carrière

### Débuts de carrière
Gor a porté un costume d'écureuil lors d'une action contre Barack Obama en 2008. Après avoir obtenu son diplôme universitaire, il a travaillé au Comité national républicain et pour les représentants Randy Forbes, Michele Bachmann et Steve King. Il a également été producteur associé pour Fox News, chef de cabinet adjoint pour le sénateur Rand Paul, et a officié pour le mariage de l'ancien représentant Matt Gaetz.

### Bureau du personnel présidentiel de la Maison-Blanche
Le 13 novembre 2024, Semafor rapporte que Trump é nommé Gor directeur du Bureau du personnel présidentiel de la Maison-Blanche lors de son second mandat. En tant que directeur, il est chargé de vérifier les parcours des employés de la Maison-Blanche, mais des doutes ont émergé sur sa propre transparence, notamment sur son lieu de naissance. Selon le New York Post, Gor n'a pas soumis le formulaire standard 86, requis pour obtenir une habilitation de sécurité permanente, bien que son avocat ait affirmé que le formulaire a été rempli et classé. Sa supercherie sur son lieu de naissance est confirmée par le Times of Malta et l'OCCRP, qui établissent qu'il est né à Tachkent et non à Malte.
Fin février 2025, Politico rapporte que Sergio Gor fait partie des employés de la Maison-Blanche irrités par l'absence de consultation d'Elon Musk avant de prendre des décisions avec le Département de l'efficacité gouvernementale.

## Vie privée
Gor est un DJ amateur dans la région de Palm Beach, Floride. Il parle couramment l'anglais et le maltais. Il est très impliqué dans la vie communautaire à Malte, participant à des événements sociaux et soutenant les fêtes locales et traditions.